# Giorgio Buchner
Giorgio Buchner (* 8. August 1914 in München; † 2. Februar 2005 in Porto d’Ischia auf der italienischen Insel Ischia) war ein deutsch-italienischer Archäologe, der vor allem durch seine Ausgrabungen der frühgriechischen Siedlung Pithekoussai auf Ischia und die Entdeckung des sogenannten Nestorbechers bekannt wurde.
Giorgio Buchner war der einzige Sohn des Biologen Paul Buchner und der italienischen Künstlerin Massimiliana Coppa. Er besuchte das Gymnasium in Breslau, begann ab 1934 ein Studium in Leipzig, bevor er nach Italien auswanderte, wo er in Neapel und Rom weiter studierte. 1938 schloss er an der Universität Rom ein Studium der Vorgeschichte ab. Für seine Dissertation führte er Ausgrabungen auf Vivara (am Punta Capitello) und auf Ischia (Castiglione d’Ischia) durch, die jeweils Reste bronzezeitlicher Siedlungen zum Vorschein brachten. Beachtenswert waren Fragmente mykenischer Keramik, die in Castiglione d’Ischia vereinzelt, auf Vivara in größeren Mengen ans Licht kamen und von frühen Handelsbeziehungen mit Griechenland zeugen. Die Ergebnisse dieser Ausgrabungen wurden später allerdings nie abschließend publiziert.
Im Jahre 1940 nahm Buchner die italienische Staatsbürgerschaft an. Die 1944 erfolgte Ernennung zum leitenden zivilen Ingenieur der auf Porto d’Ischia stationierten britischen Marine ermöglichte es ihm, seine archäologischen Forschungen fortzusetzen und bei den dortigen Behörden die Errichtung eines kleinen Museums zu erreichen, das er zusammen mit dem Vulkanologen Alfred Rittmann 1947 eröffnete. Ab 1946 gehörte Buchner dem Stab der Soprintendenza archeologica di Napoli an.
1952 begann er in Lacco Ameno mit den Ausgrabungen von Pithekoussai, einer frühen Kolonie oder Handelsniederlassung euböischer Griechen aus dem 8. Jahrhundert v. Chr., auf Ischia. Zunächst erforschte er die Nekropole, wobei u. a. der sogenannte Nestor-Becher ans Licht kam, der eine der ältesten Inschriften im griechischen Alphabet trägt. Anschließend grub er die Akropolis von Pithekoussai auf dem Monte di Vico und ein in der Nähe gelegenes Metallverarbeitungsviertel der Siedlung aus.
Nach seinem Ausscheiden als Mitglied der Soprintendenza archeologica di Napoli 1979 wurde Buchner zum Ehrenkurator der Altertümer auf Ischia auf Lebenszeit ernannt. In dieser Funktion erarbeitete er Pläne für ein Museum in Lacco Ameno, das schließlich 1999 eröffnet wurde.

## Veröffentlichungen (Auswahl)
- Vita e dimora umana nelle Isole Flegree dalla preistoria ai tempi romani, Roma 1938 (Teilveröffentlichung seiner Dissertation)
- Mit David Ridgway: Pithekoussai I. La necropoli. Rom 1976
- Mit Costanza Gialanella, Museo Archeologico di Pithecusae Isola d’Ischia. Istituto Poligrafico dello Stato - Libreria dello Stato, Rom 1994
- Mit Alfred Rittmann, Origine e passato dell’isola d’Ischia. Gaetano Macchiaroli, Neapel 1948